# Trachelas costatus
Trachelas costatus là một loài nhện trong họ Trachelidae.
Loài này thuộc chi Trachelas. Trachelas costatus được Octavius Pickard-Cambridge miêu tả năm 1885.